# Xã Pershing, Quận Burt, Nebraska
Xã Pershing (tiếng Anh: Pershing Township) là một xã thuộc quận Burt, tiểu bang Nebraska, Hoa Kỳ. Năm 2010, dân số của xã này là 149 người.